# Maikel Van der Vleuten

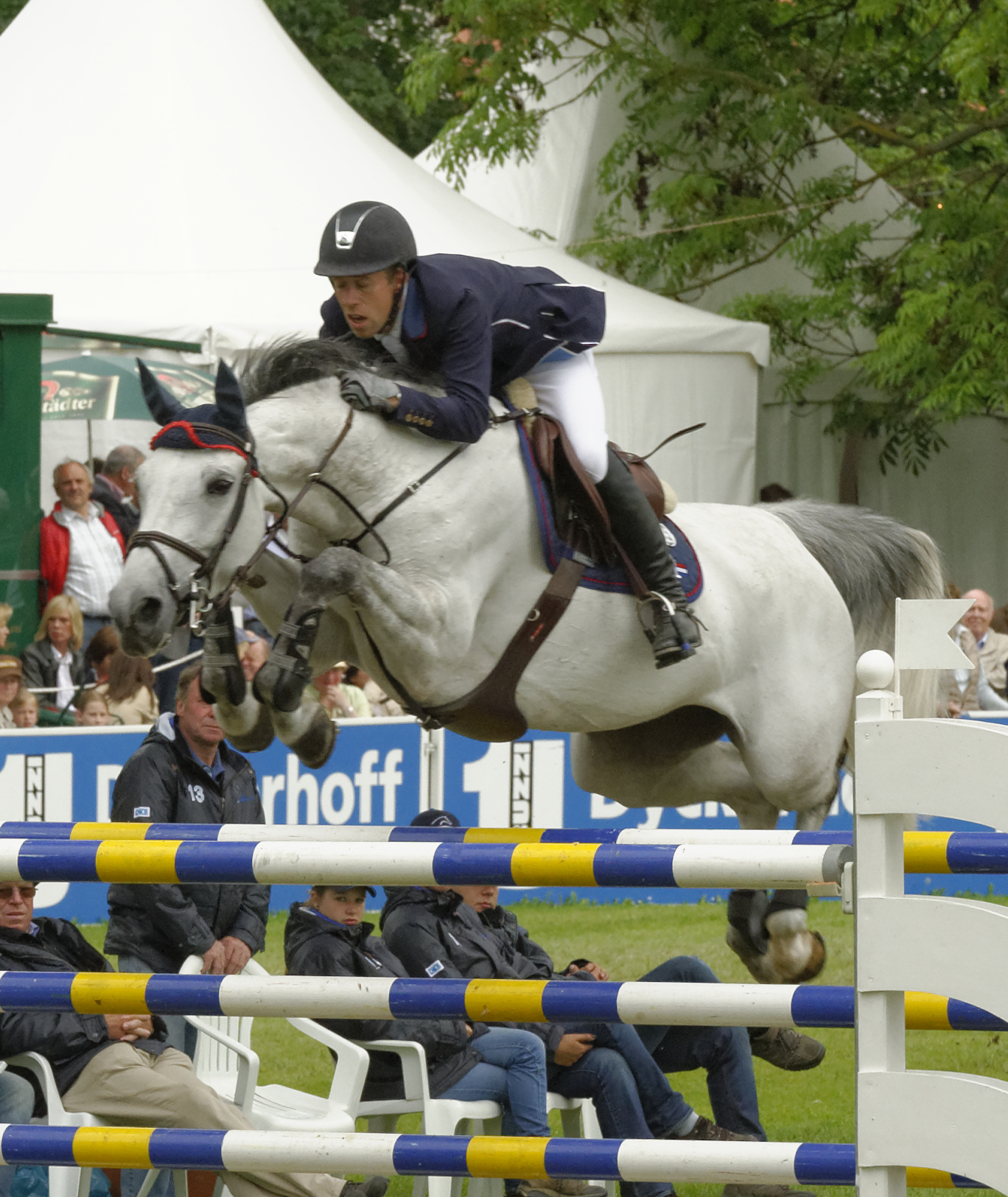
Maikel van der Vleuten en Groep Eureka au Internationalem PfingstTurnier Wiesbaden 2013

Maikel Van der Vleuten, né le 10 février 1988 à Geldrop, est un cavalier de saut d'obstacles néerlandais.

## Carrière
Il est vice-champion olympique de saut d'obstacles par équipes aux Jeux olympiques de Londres en 2012 avec Marc Houtzager, Jur Vrieling et Gerco Schröder, en montant Verdi.